# Prisión de Spandau

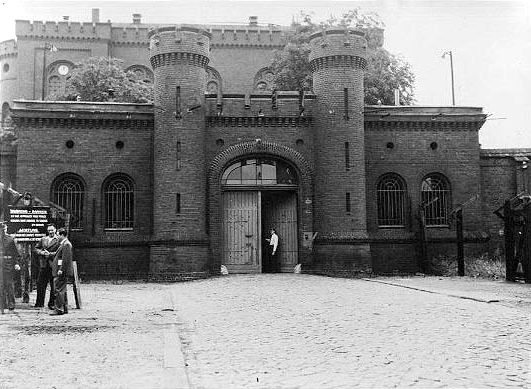
Prisión de Spandau, 1951.

La prisión de Spandau fue construida en la zona más occidental de la ciudad de Berlín, Alemania, en el año 1876, como centro penitenciario militar. Los edificios eran de diseño neomedieval, a modo de fortaleza de ladrillo rojo. Fue proyectada para albergar a 500 prisioneros.
Después de la Segunda Guerra Mundial, sirvió para recluir a siete condenados del régimen nacionalsocialista sentenciados en los Juicios de Núremberg. En aquella época se prohibió tomar fotografías del exterior o interior de la prisión.

## Administración
Aunque la prisión estaba situada en el sector británico de Berlín, el control rotaba cada mes entre las cuatro potencias vencedoras: Reino Unido, Estados Unidos, Francia y la Unión Soviética.
| Potencia    | Meses   | Meses  | Meses      |
| ----------- | ------- | ------ | ---------- |
| Reino Unido | Enero   | Mayo   | Septiembre |
| Francia     | Febrero | Junio  | Octubre    |
| URSS        | Marzo   | Julio  | Noviembre  |
| EE. UU.     | Abril   | Agosto | Diciembre  |

### Los prisioneros
| N.º. | Nombre                          | Fallo    | Fin de la Condena        | Cargo en el Nacionalsocialismo                                                                   | Fallecido el            | Alegaciones                                      |
| ---- | ------------------------------- | -------- | ------------------------ | ------------------------------------------------------------------------------------------------ | ----------------------- | ------------------------------------------------ |
| 1    | Baldur von Schirach             | 20 Años  | 1 de octubre de 1966     | Líder de las Juventudes Hitlerianas y Gobernador de Viena                                        | 8 de agosto de 1974     | en libertad tras cumplir la condena              |
| 2    | Karl Dönitz                     | 10 Años  | 1 de octubre de 1956     | Gran Almirante, Estado Mayor de la Kriegsmarine desde 1943, 1945 último Presidente del III Reich | 24 de diciembre de 1980 | en libertad tras cumplir la condena              |
| 3    | Konstantin Freiherr von Neurath | 15 Años  | 6 de noviembre de 1954   | Ministro de Asuntos Exteriores de 1932 a 1938, Protector en Bohemia y Moravia de 1939 a 1941     | 14 de agosto de 1956    | anticipadamente en libertad por razones de salud |
| 4    | Erich Raeder                    | perpetua | 26 de septiembre de 1955 | Gran Almirante, Estado Mayor de la Kriegsmarine hasta 30 de enero de 1943                        | 6 de noviembre de 1960  | anticipadamente en libertad por razones de salud |
| 5    | Albert Speer                    | 20 Años  | 1 de octubre de 1966     | Ministro de Armamento y Munición e inspector general                                             | 1 de septiembre de 1981 | en libertad tras cumplir la condena              |
| 6    | Walther Funk                    | perpetua | 16 de mayo de 1957       | Ministro de Economía y presidente de la Reichsbank                                               | 31 de mayo de 1960      | anticipadamente en libertad por razones de salud |
| 7    | Rudolf Hess                     | perpetua | Muerto en prisión        | Lugarteniente del Führer hasta 1941                                                              | 17 de agosto de 1987    | Suicidio                                         |

En agosto de 1987 muere Rudolf Hess, tras más de cuarenta años de reclusión, veinte de los cuales los purgó en solitario. Atrás quedaron las versiones y noticias de prensa que hablaron de la posibilidad de su traslado a otra cárcel e incluso de su liberación por razones humanitarias, no concretada por la negativa rotunda de soviéticos y británicos.
Tras la muerte de Hess, la prisión fue demolida y sustituida por un centro comercial.

## Miscelánea
- El grupo de música británico Spandau Ballet tomó su nombre de esta prisión alemana.

## Galería

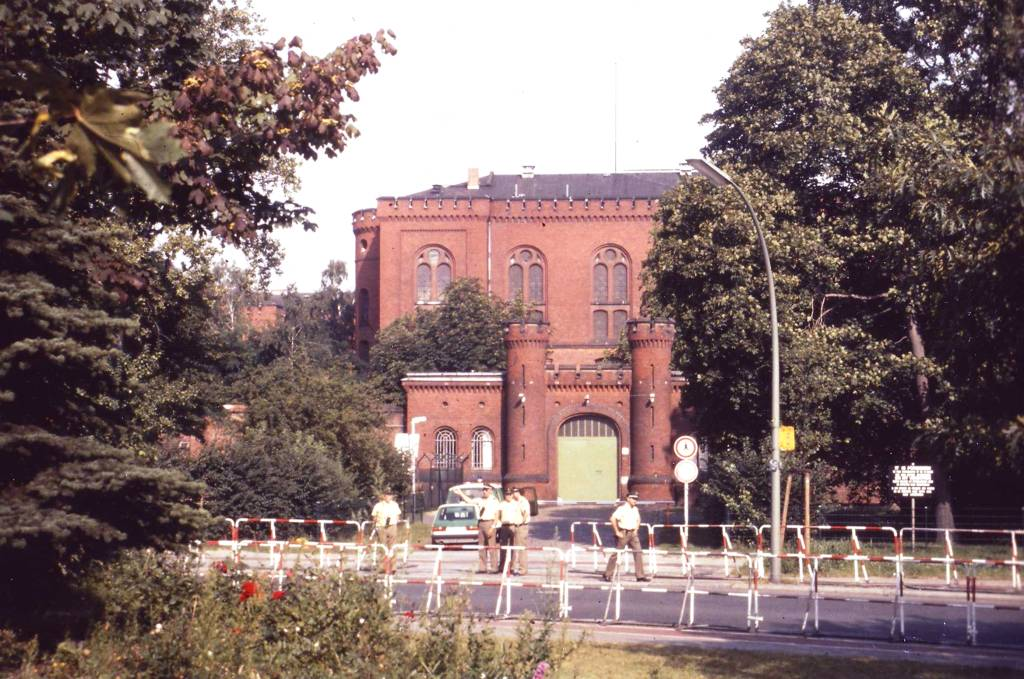
Entrada Principal
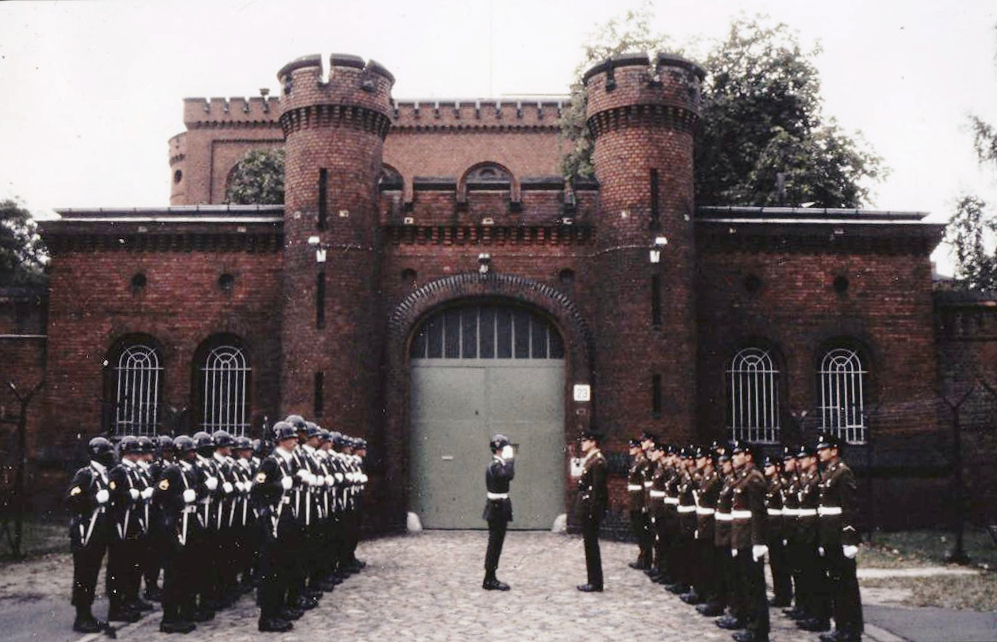
Cambio de Turno el 1 de mayo de 1986. La guarnición norteamericana entrega a la británica la custodia y vigilancia de la prisión.
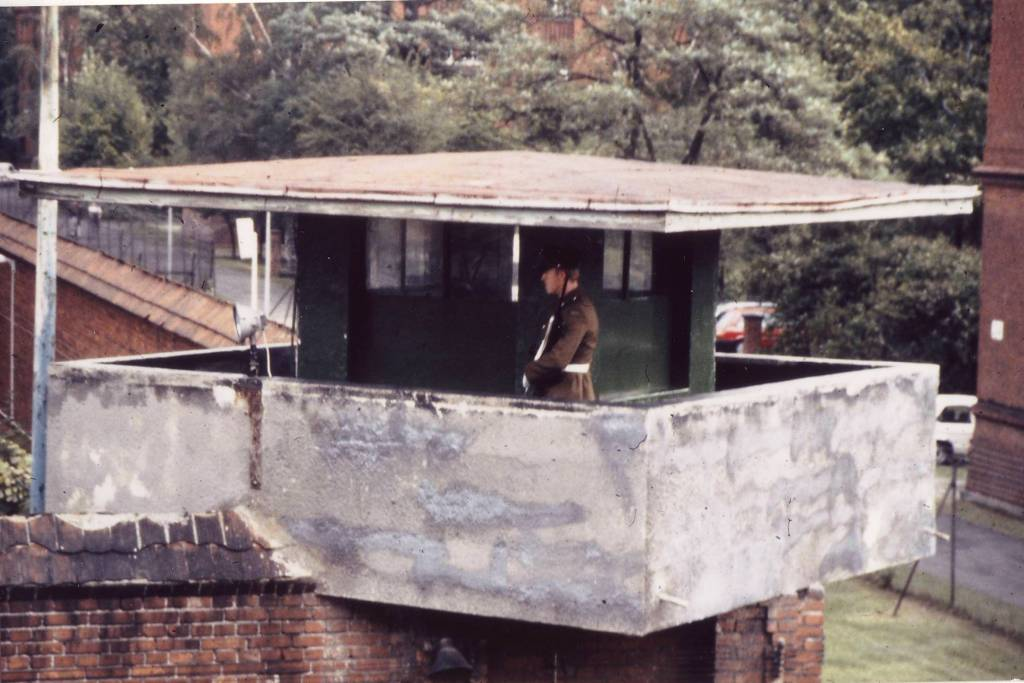
Torre de Vigilancia
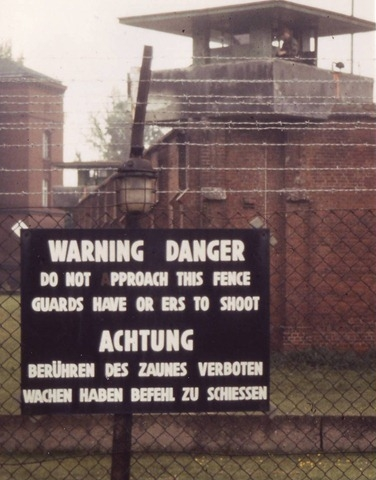
Torre de Vigilancia Wilhelmstraße
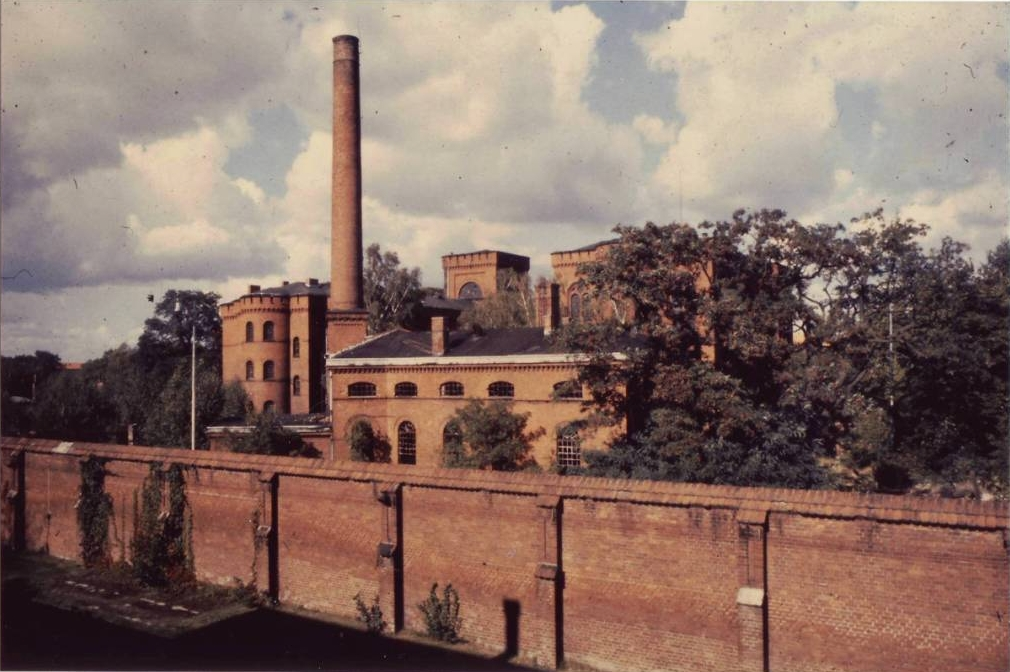
Vista desde los Smuts Barracks
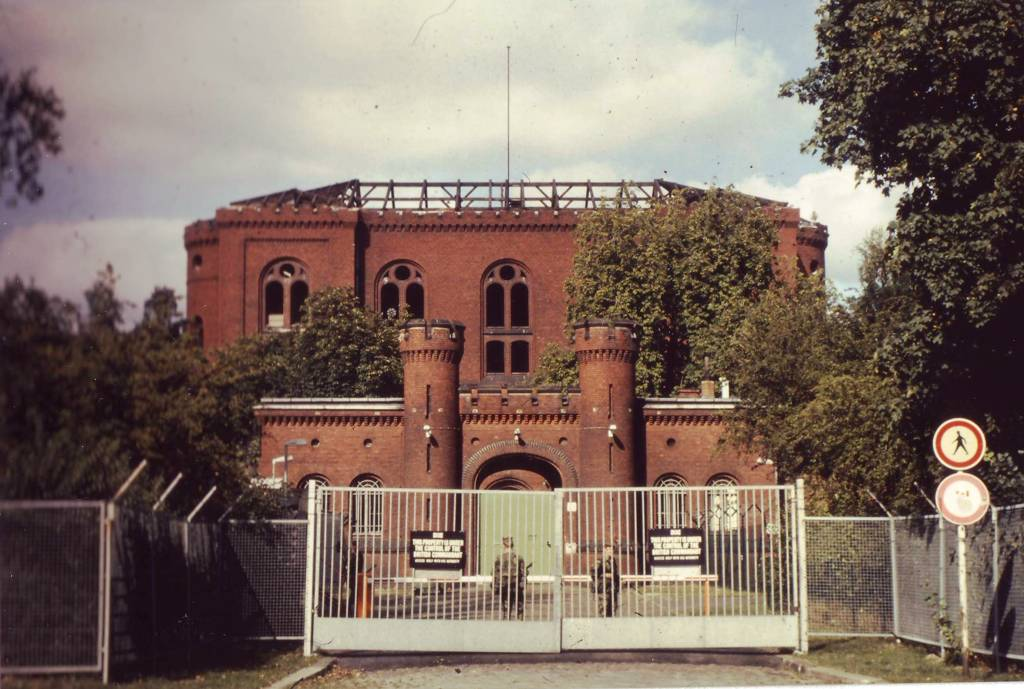
Poco antes del  Derrumbamiento
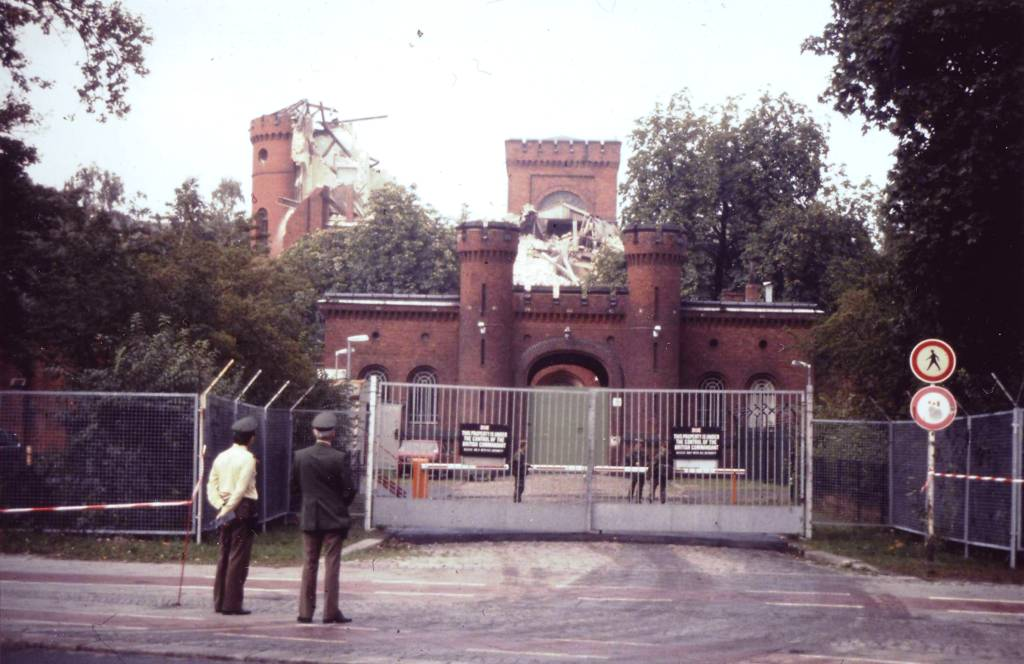
Durante el  Derrumbamiento
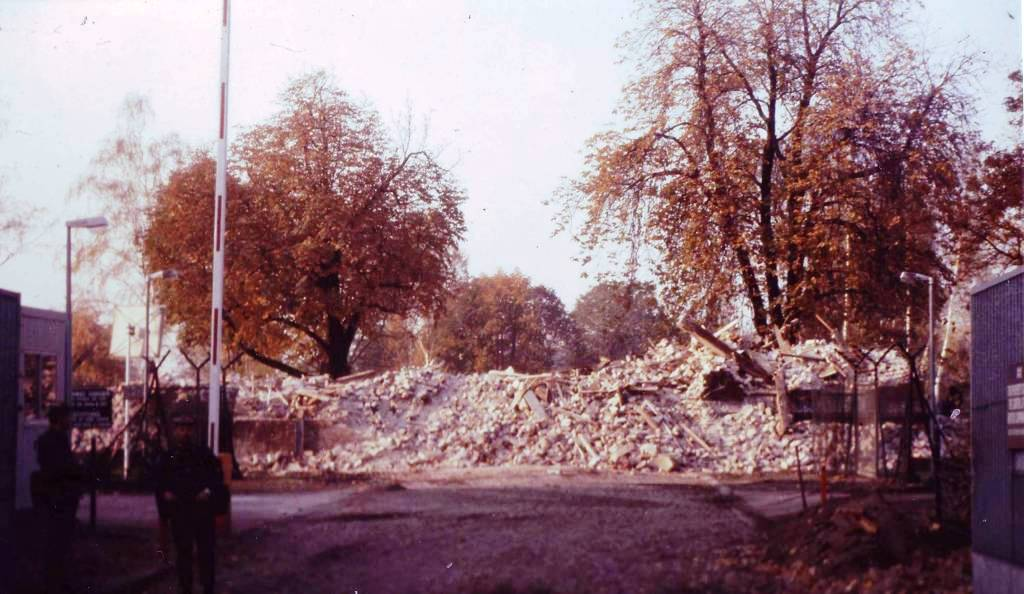
Derrumbamiento finalizado
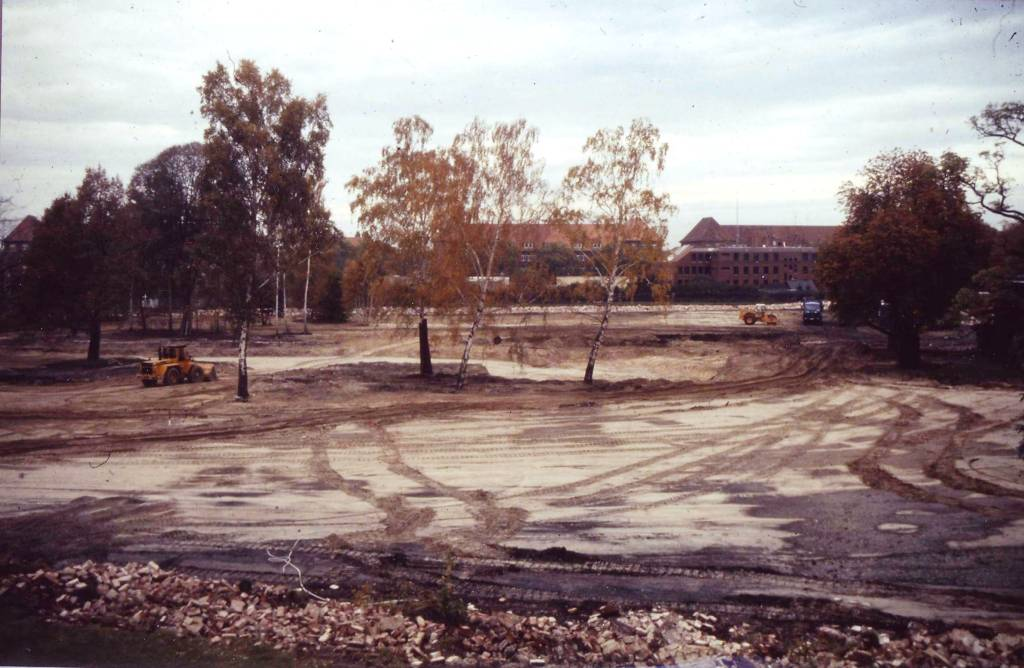
Terreno después del Derrumbamiento
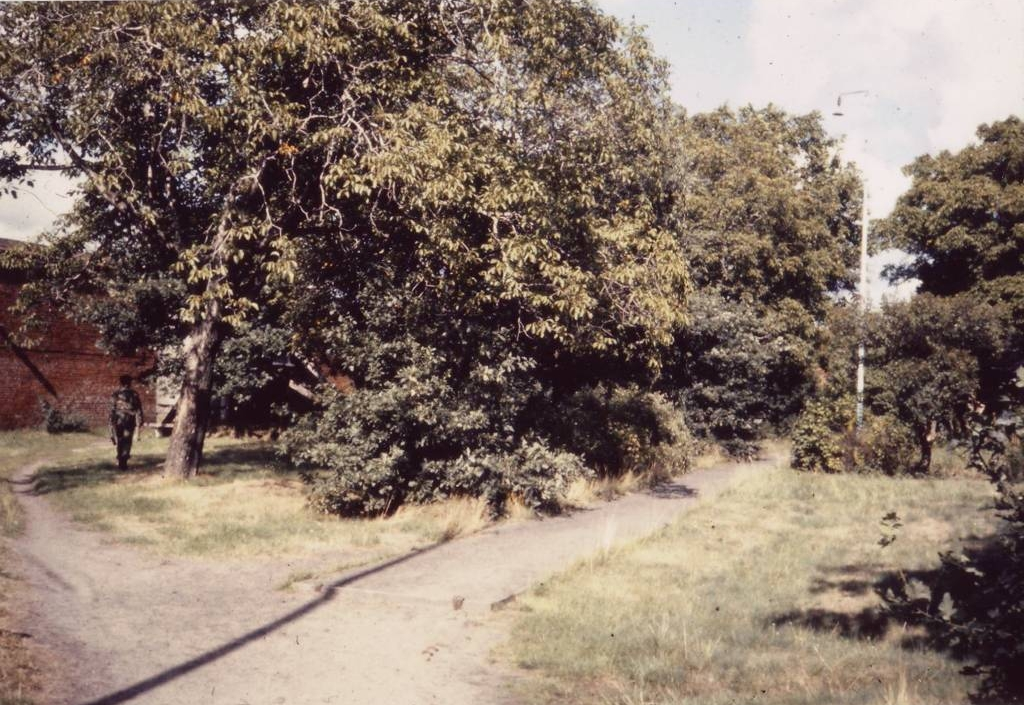
Antiguo Jardin

## Literatura
- Tony le Tissier: Spandauer Jahre. 1981–1991. Die Aufzeichnungen des letzten britischen Gouverneurs. Mit Dokumenten, ein Bericht des letzten britischen Gouverneurs des Kriegsverbrechergefängnisses. Herbig, Múnich 1997, ISBN 3-7766-1978-3.
- Jack Fishman: Long Knives and Short Memories. The Spandau Prison Story. Breakwater Books, St. John's 1986, ISBN 0-920911-00-5 (im Artikeltext verwendet).
- Albert Speer: Spandauer Tagebücher. Ullstein, Berlín 2005, ISBN 3-548-36729-1 (im Artikeltext verwendet).
- Norman L. Goda: Tales from Spandau. Nazi Criminals and the Cold War. Cambridge University Press, Cambridge u. a. 2007, (Ullstein 36729), ISBN 978-0-521-86720-7.